# ريكان (أرومية)
ريكان هي قرية في مقاطعة أرومية، إيران. يقدر عدد سكانها بـ 136 نسمة بحسب إحصاء 2016.